# رسوب دریایی
رسوبات دریایی یا رسوبات اقیانوسی یا رسوبات کف دریا (به انگلیسی: Marine sediment) رسوباتی از ذرات نامحلول هستند که در کف دریا انباشته شده‌اند. این ذرات منشأ خود را در خاک و سنگ‌ها دارند و عمدتاً توسط رودخانه‌ها و همچنین گردوغباری که توسط باد و جریان یخچال‌ها به دریا منتقل می‌شوند، از خشکی به دریا منتقل شده‌اند. رسوبات اضافی از جانداران دریایی و بارش‌های شیمیایی در آب دریا و همچنین از آتشفشان‌های زیر آب و بقایای شهاب‌سنگ‌ها به وجود می‌آیند.

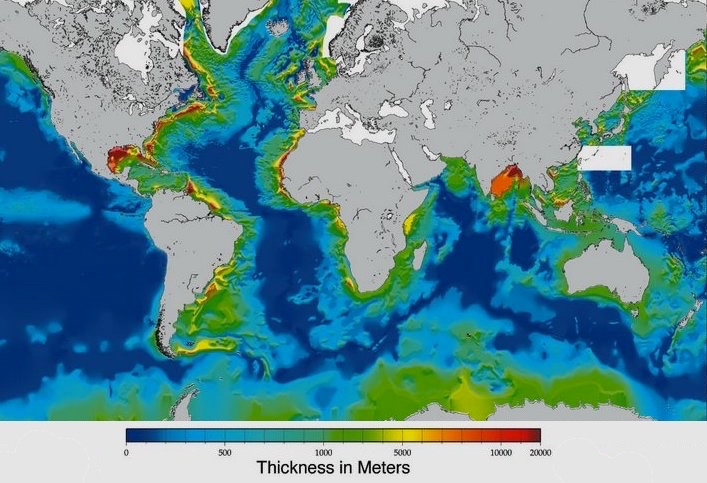
ضخامت رسوبات دریایی